# Zebra górska
Zebra górska (Equus zebra) – gatunek ssaka z rodziny koniowatych.

## Występowanie i środowisko
Górskie łąki nadbrzeżnych łańcuchów górskich Namibii i południowo-zachodniej Afryki. W okresach zimnych przenoszą się zazwyczaj do zalesionych wąwozów.

## Wielkość
Najmniejsza ze wszystkich zebr.
Wysokość w kłębie 120-130 cm

## Podgatunki
Występują dwa podgatunki:
- zebra namibska (Equus zebra hartmannae)
- zebra przylądkowa (Equus zebra zebra)

oba zagrożone wyginięciem (kategoria VU na liście IUCN).

## Odżywianie
Roślinożerne, głównym pożywieniem są trawy.

## Rozmnażanie i życie społeczne
Zebry górskie osiągają dojrzałość płciową w wieku 5 lat. Ciąża trwa około 365 dni.
Zebry te, podobnie jak większość koniowatych, żyją w stadach.
Stado składa się z ogiera, 1-5 samic i potomstwa.

## Gatunki pokrewne
- zebra stepowa
- zebra pręgowana

## Filatelistyka
Poczta Polska wyemitowała 21 sierpnia 1972 r. znaczek pocztowy przedstawiający zebrę górską o nominale 7 zł, w serii Zwierzęta ZOO. Druk w technice offsetowej na papierze kredowym. Autorem projektu znaczka był Janusz Grabiański. Znaczek pozostawał w obiegu do 31 grudnia 1994 r..